# Dieter Zell
Dieter Zell (* 17. Januar 1959) ist ein ehemaliger deutscher Fußballspieler.

## Sportlicher Werdegang
Zell debütierte im August 1977 am fünften Spieltag der Zweitligasaison 1977/78 für den FK Pirmasens in der 2. Bundesliga Süd, als Trainer Bernd Patzke ihn beim Duell des Schlusslichts gegen den seinerzeitigen Tabellenführer 1. FC Nürnberg in die Startelf steckte. Nach einer 1:2-Heimniederlage gegen den Karlsruher SC rückte er zunächst ins zweite Glied, ehe er in der zweiten Saisonhälfte unter dem neuen Trainer Horst Brill – Ex-Spieler bei „die Klub“ – häufiger zum Einsatz kam. Die Mannschaft war jedoch chancenlos und stand frühzeitig als Absteiger fest. Beim einzigen Saisonsieg, einem 3:0-Heimerfolg über den FSV Frankfurt am 28. Spieltag, wurde er für Hans Weber eingewechselt. Ab dem 32. Spieltag stand er regelmäßig in der Startelf, die letzten sieben Saisonspiele gingen jedoch allesamt und teilweise deutlich verloren – darunter eine 1:7-Auswärtsniederage bei der SpVgg Bayreuth, eine 0:9-Heimniederlage beim VfR Oli Bürstadt sowie eine 0:8-Auswärtsniederlage gegen den FC Augsburg.
Nach dem Abstieg spielte er weiterhin für den Klub, der nun in der drittklassigen Oberliga Südwest antrat. In der Spielzeit 1978/79 verpasste die Mannschaft als Vizemeister hinter dem SV Röchling Völklingen den Wiederaufstieg, auch in den folgenden Jahren platzierte sie sich unter dem bis 1985 beim Klub tätigen Trainer Robert Jung regelmäßig im vorderen Drittel. Nach einem zehnten Tabellenplatz in der Spielzeit 1985/86 kam es zum Umbruch beim Verein und nach einer von Verletzung überschatteten Hinserie in der Spielzeit 1986/87 wurde er von Trainer Klaus Johannes aussortiert, so dass er zum Jahreswechsel den Klub verließ.
Mit dem SC Hauenstein stieg Zell 1990 in die Oberliga Südwest auf, der Klub beendete die Spielzeit 1990/91 jedoch auf dem letzten Tabellenplatz und stieg direkt wieder ab.